# Wagam
Wagam est une petite ville du Togo située dans la Préfecture de Bassar, dans la région de la Kara

## Géographie
Wagam est situé à environ 71 km de Kara,

## Vie économique
- Marché paysan tous les jeudis
- Atelier de mécanique auto

## Lieux publics
- École primaire